# Xa lộ Liên tiểu bang tại Alaska
Tất cả các xa lộ liên tiểu bang tại Alaska đều được chính quyền tiểu bang Alaska làm chủ và bảo trì. Bộ Giao thông và Tiện ích Công cộng Alaska (DOT&PF) có trách nhiệm bảo trì và điều hành hoạt động của các xa lộ liên tiểu bang trong tiểu bang. Hệ thống Xa lộ Liên tiểu bang tại Alaska gồm có 4 xa lộ có tổng chiều dài khoảng 1.082,22 dặm (1.741,66 km). Xa lộ dài nhất trong số này là A-1 dài 408,23 dặm (656,98 km) trong khi đó xa lộ ngắn nhất là A-3 dài khoảng 148,12 dặm (238,38 km).
Các xa lộ liên tiểu bang tại Alaska theo hệ thống mã số là "Interstate A-n" trong đó n biểu thị số của xa lộ liên tiểu bang. Hệ thống mã số này theo các hệ thống mã số tương tự dành cho tiểu bang Hawaii và thịnh vượng chung Puerto Rico. Hiện tại, tất cả các xa lộ liên tiểu bang tại Alaska không có cắm biển dấu. Hệ thống Xa lộ Liên tiểu bang được mở rộng đến tiểu bang Alaska năm 1976 bằng Đạo luật Liên bang Tài trợ Xa lộ năm 1976 mà định nghĩa hệ thống cho các xa lộ liên tiểu bang tại Alaska và Puerto Rico theo Điều khoản 23, Chương 1, Đoạn 103 (c)(1)(B)(ii) của Bộ luật Hoa Kỳ.
Phần lớn chiều dài của các xa lộ liên tiểu bang tại Alaska không được xây dựng theo Chuẩn mực của Hệ thống Xa lộ Liên tiểu bang. Phần lớn chúng là các xa lộ nhỏ, nông thôn, gồm có hai làn xe và không có dải phân cách. Điều khoản 23 nói rằng "Các xa lộ trong Hệ thống Xa lộ Liên tiểu bang tại Alaska và Puerto Rico phải được thiết kế theo các chuẩn mực hình học và xây dựng đủ để đáp ứng nhu cầu giao thông khả dỉ hiện tại và tương lai." Tuy nhiên, một số đoạn trong các xa lộ này được xây dựng theo chuẩn mực xa lộ liên tiểu bang. Xa lộ Seward, một phần của A-3, được xây dựng theo chuẩn mực xa lộ cao tốc trong thành phố Anchorage. Xa lộ Glenn, một phần của A-1, được xây dựng theo chuẩn mực xa lộ cao tốc từ thành phố Anchorage đến Wasilla. Một phần rất nhỏ của Xa lộ George Parks,  tức là A-4, được xây dựng theo chuẩn mực xa lộ cao tốc tại thành phố Wasilla. Trong và xung quanh thành phố Fairbanks, Xa lộ Richardson, một phần của A-2, được xây dựng theo chuẩn mực xa lộ cao tốc. Ngoài các xa lộ này, Xa lộ cao tốc Johansen Expressway tại thành phố Fairbanks, và XA lộ cao tốc Minnesota Drive tại thành phố Anchorage cũng được xây dựng theo chuẩn mực xa lộ cao tốc.

## Các xa lộ
| Xa lộ | Chiều dài mi | Chiều dài km | Từ        | Đến              | Tên các xa lộ                                            | Được lập thành Xa lộ Liên tiểu bang | Bản đồ | Tham khảo                  |
| ----- | ------------ | ------------ | --------- | ---------------- | -------------------------------------------------------- | ----------------------------------- | ------ | -------------------------- |
|       | 408,23       | 656,98       | Anchorage | Biên giới Canada | Xa lộ Glenn, Xa lộ Richardson, Tok Cut-Off, Xa lộ Alaska | 1976                                |        | [ 9 ] [ 10 ] [ 11 ] [ 12 ] |
|       | 202,18       | 325,38       | Tok       | Fairbanks        | Xa lộ Alaska, Xa lộ Richardson                           | 1976                                |        | [ 10 ] [ 11 ] [ 12 ]       |
|       | 148,12       | 238,38       | Anchorage | Soldotna         | Xa lộ Seward, Xa lộ Sterling                             | 1976                                |        | [ 9 ] [ 11 ] [ 12 ]        |
|       | 323,69       | 520,93       | Palmer    | Fairbanks        | Xa lộ Parks                                              | 1976                                |        | [ 9 ] [ 10 ] [ 11 ] [ 12 ] |

## Hình ảnh mỗi xa lộ liên tiểu bang

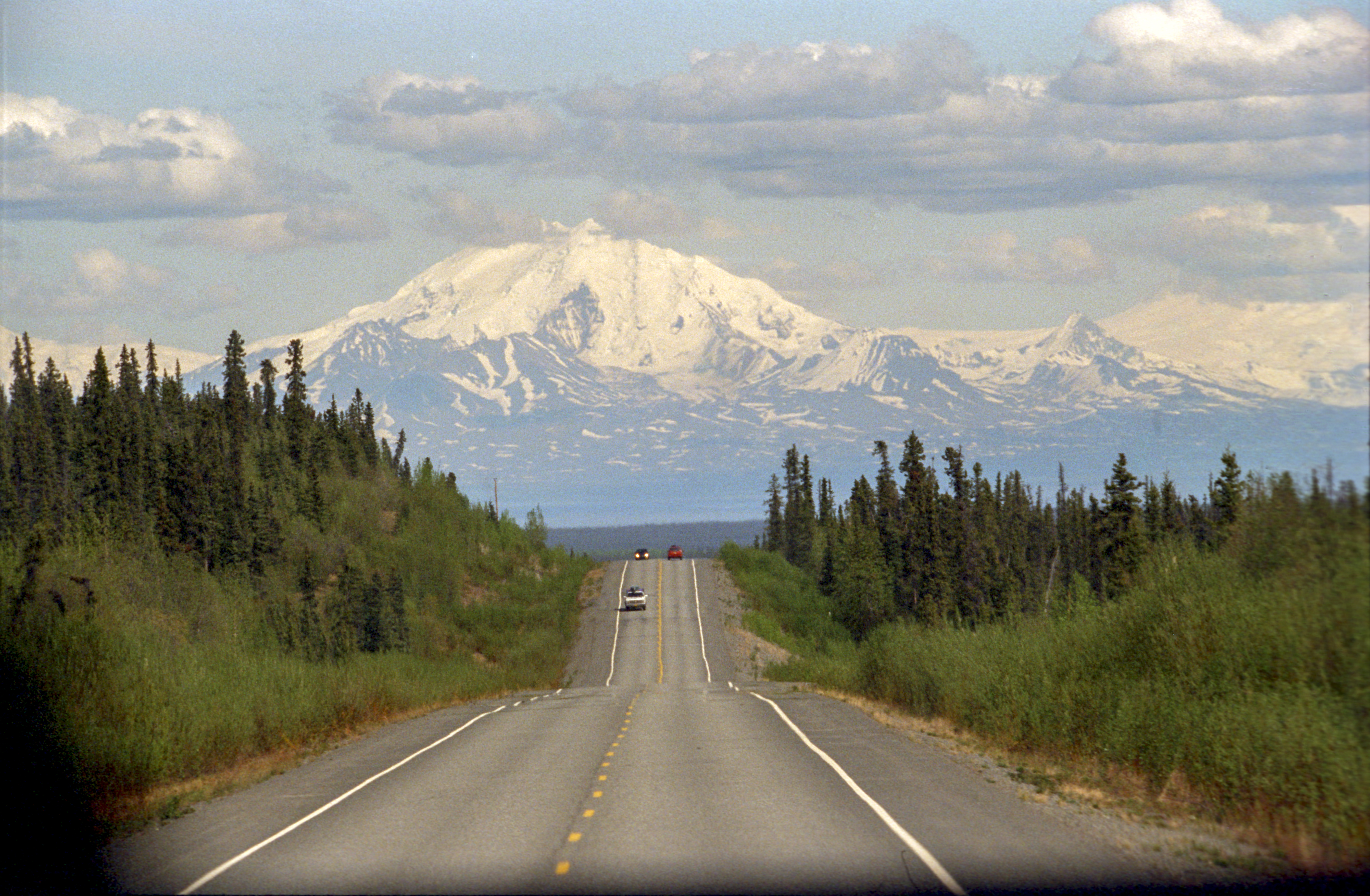
Xa lộ Glenn, một phần của Xa lộ Liên tiểu bang A-1
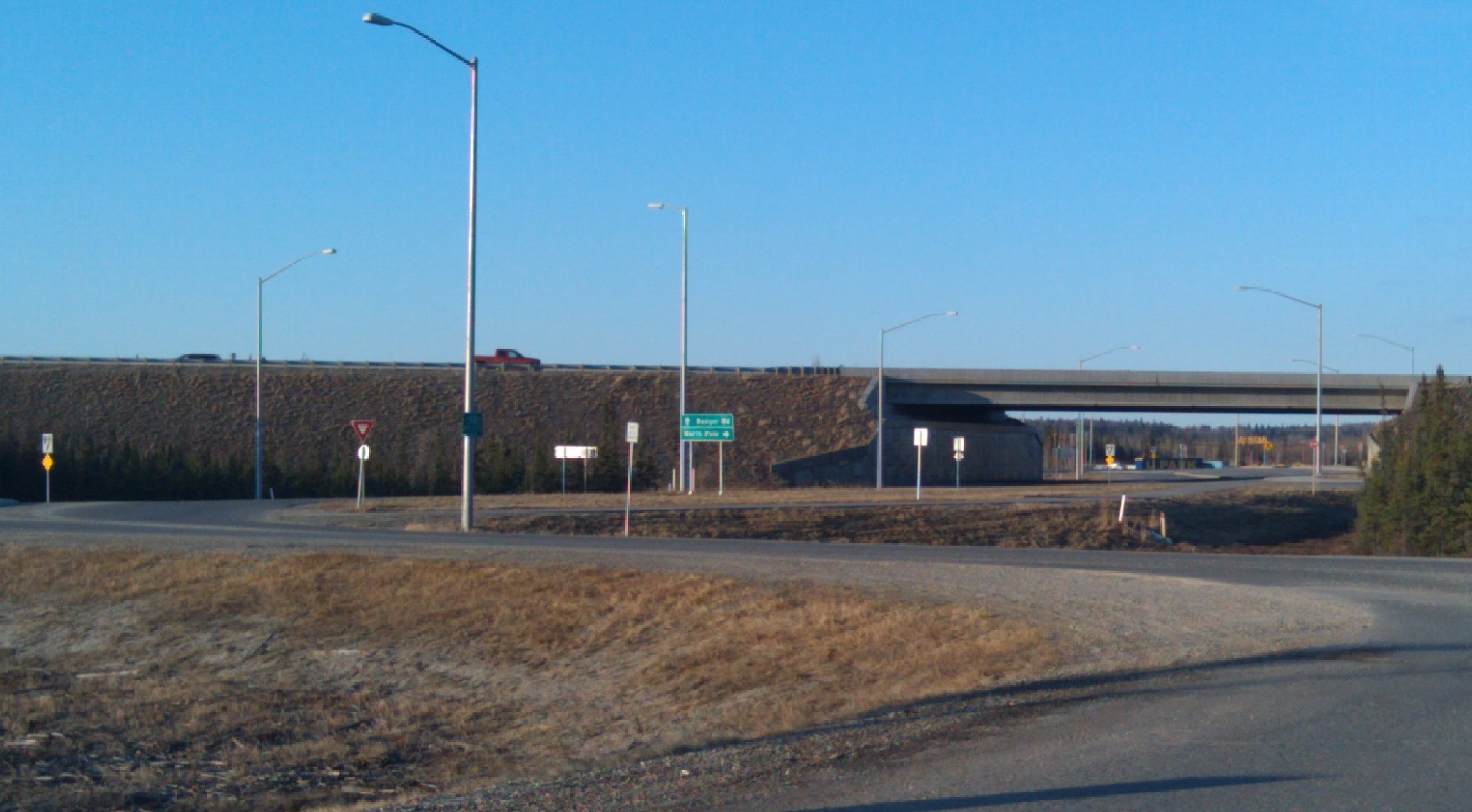
Nút giao thông lập thể giữa Xa lộ Richardson, một phần của Xa lộ Liên tiểu bang A-2, và Lộ Badger
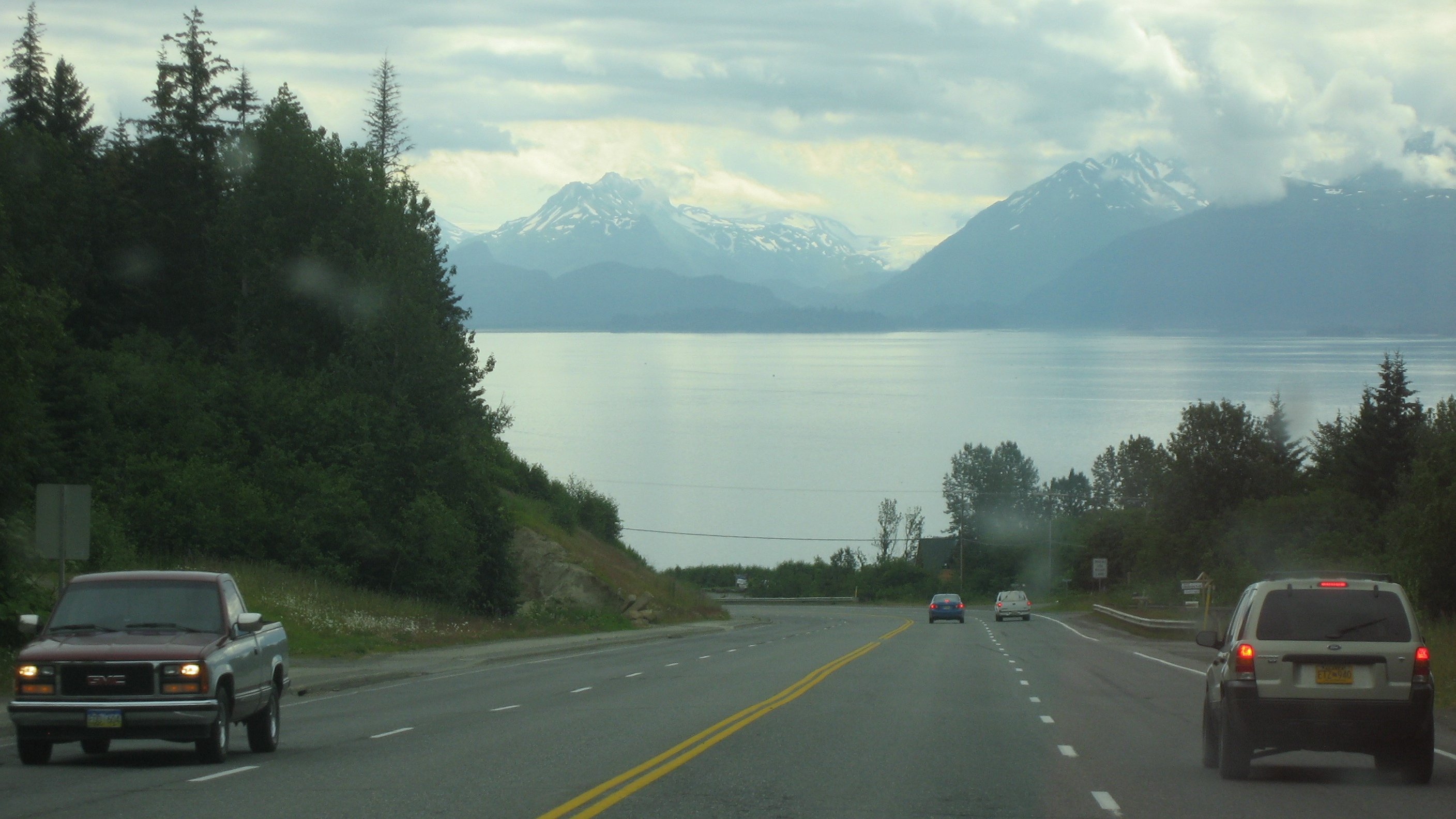
Xa lộ Sterling, một phần của Xa lộ Liên tiểu bang A-3
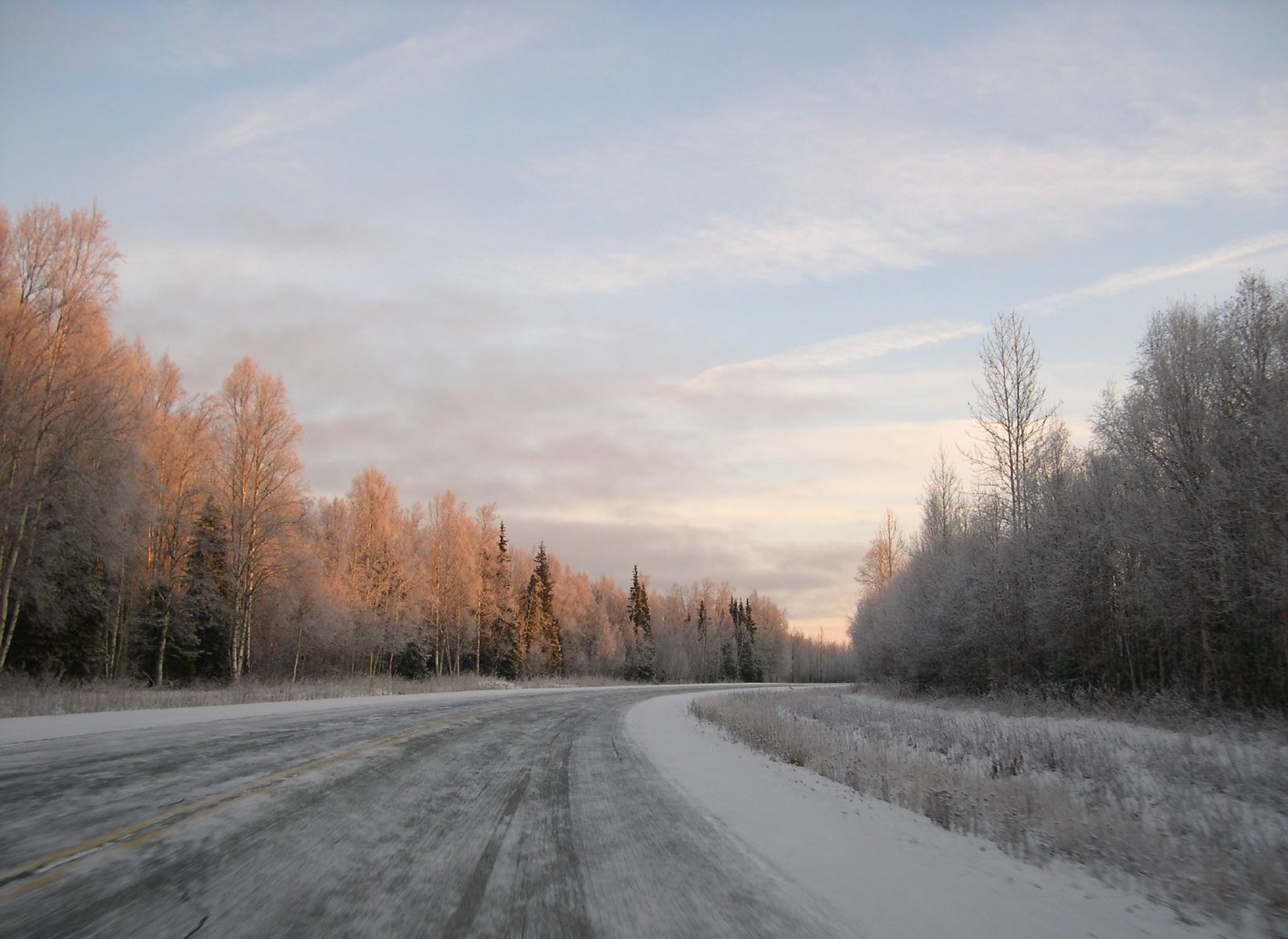
Xa lộ George Parks, tạo nên Xa lộ Liên tiểu bang A-4